# As You Like It (film, 1908)
Pour les articles homonymes, voir As You Like It et Comme il vous plaira (homonymie).
Pour plus de détails, voir Fiche technique et Distribution.
As You Like It est un film muet américain réalisé par Kenean Buel,sorti en 1908.

## Fiche technique
- Titre : As You Like It
- Réalisation : Kenean Buel
- Scénario : Gene Gauntier, d'après la pièce de théâtre de William Shakespeare
- Production et production : Kalem Company
- Dates de sortie : 
  - États-Unis : 19 septembre 1908

## Distribution
- Gene Gauntier